# Maureen Wright
Maureen Wright (Maureen Faye Wright; * 20. Oktober 1939) ist eine ehemalige australische Speerwerferin.
1956 schied sie bei den Olympischen Spielen in Melbourne in der Qualifikation aus.
Bei den British Empire and Commonwealth Games 1962 in Perth wurde sie Vierte mit ihrer persönlichen Bestweite von 47,36 m.
Im selben Jahr wurde sie Australische Meisterin.